# De Vrije Bladen
La revue Vrije Bladen (Les Feuilles libres) est un mensuel indépendant des lettres et des arts (Onafhankelijk Maandschrift voor Kunst en Letteren), publié entre 1924 et 1949 par les maisons d'édition mentionnées dans la liste ci-dessous. Les numéros de cette revue sont devenus des pièces de collection recherchées.

## LesVrije Bladen
Cette revue, fondée en 1924 par Herman van den Bergh, Johan Willem Frederik Werumeus Buning et Constant van Wessem, suivit Het Getij (La Marée), périodique paru entre 1916 et 1924. En 1925, la revue fut publiée sous la rédaction de Hendrik Marsman et de Roel Houwink. À la revue collaborèrent, entre autres, Cornelis Jan Kelk, Constant van Wessem, A. den Doolaard, Anthonie Donker, Jan Jacob Slauerhoff, Menno ter Braak, Hendrik de Vries, Halbo Kool, Henrik Scholte, Victor E. van Vriesland, Gerard Walschap et Dirk Adrianus Michel Binnendijk. Les huit premières années, les Vrije Bladen parurent sous forme de périodique. Constant van Wessem et Hendrik Marsman étaient les rédacteurs les plus influents de cette période. Les Vrije Bladen furent la principale revue littéraire non confessionnelle de la jeunesse aux Pays-Bas de 1924 à 1931. En 1932, Du Perron et Ter Braak fondèrent la revue Forum, qui assuma le rôle que les Vrije Bladen avaient joué jusque-là. En même temps, c'est-à-dire à partir de la neuvième année (1932) et jusqu'à la vingtième (1949), la revue fut publiée sous forme d'une brochure prenant l'aspect de « cahiers », la plupart des numéros étant consacrée à des écrits (des poésies, des nouvelles, des croquis…) d'un seul écrivain : par exemple, les poèmes de Clara Eggink, de Han G. Hoekstra, de Johan Huijts, de Halbo Kool, d'Eric van der Steen, de Simon Vestdijk et de Hendrik de Vries, et les nouvelles d'Henriëtte (Henriëtta) van Eyk, de Vestdijk, de Beb Vuyk et d'autres. La publication de la revue fut interrompue en 1940 en raison de la guerre, continua après celle-ci, mais cessa définitivement en 1949-1950.

### Titres des cahiers publiés entre 1932 et 1950
1932 – 9e année : maison d'édition De Spieghel, Amsterdam
- 1 – Beb Vuyk – Vele namen: novelle (Beaucoup de noms : nouvelle)
- 2 – Halbo Christiaan Kool – Scherven: gedichten (Morceaux : poèmes)
- 3 – Gerard Jacob Lodewijk Walschap / Jan Frans Cantré (illustr.) – Jan Frans Cantré (Jan Frans Cantré)
- 4/5 – Matthijs Vermeulen – De eene grondtoon: tweede bundel opstellen (La Tonique : deuxième recueil d'articles)
- 6 – Simon Vestdijk – Verzen (Poésies, début)
- 7 – Gerrit Thomas Rietveld – Nieuwe zakelijkheid in de Nederlandsche architectuur (La Nouvelle Objectivité dans l'architecture néerlandaise)
- 8 – Henriëtta Catharina Maria van Eyk – Gabriël: een modern sprookje (Gabriel : un conte de fées moderne)
- 9 – Jacques Constant van Wessem – De fantasie-stukken van Frederik Chasalle (Les Fantaisies de Frédéric Chasalle)
- 10 – Cornelis Jan Kelk – Harlekijn: een commedia dell'arte-stuk in twee bedrijven (Arlequin : une pièce dans le genre de la commedia dell'arte, en deux actes)
- 11 – Hendrik de Vries – Stormfakkels (Les Torches de tempête)
- 12 – Bernard Johan Hendrik Stroman – Wederdoopers (Anabaptistes)

1933 – 10e année : maison d'édition De Spieghel, Amsterdam
- 1 – Johan van der Woude – Ondergang (Déclin, début)
- 2 – Eric van der Steen (pseudonyme de Dirk Zijlstra) – Droesem: gedichten (Résidu : poèmes)
- 3/4 – Taï Aagen-Moro – Spaansche dansen, dansers en danseressen (Danses, danseurs et danseuses espagnoles)
- 5 – Marcel Matthijs – De ruitentikker: novelle (Le Briseur de vitres : nouvelle)
- 6 – Han G. Hoekstra – Dubbelspoor: een bundel gedichten (Double voie : un recueil de poèmes)
- 7 – Johannes Aloysius Antonius Engelman – Nieuwe schilderkunst in Holland (Peinture contemporaine en Hollande)
- 8/9 – Marijn van Dantzig – Droomen voor Loedo's slaap (Songes pour le sommeil de Loedo)
- 10 – Jan Greshoff / Jozef Cantré (illustr.) – Jozef Cantré: houtsnijder (Joseph Cantré : sculpteur sur bois)
- 11 – Simon Vestdijk – De oubliëtte (L'Oubliette)
- 12 – Johan Louis Victor Antoon Huijts (trad.) – Sowjet-poëzie (Poésie soviétique)

1934 – 11e année : maison d'édition De Spieghel, Amsterdam
- 1 – Bernard Johan Hendrik Stroman – Jomtof en Barbe Bleu (Jomtof et Barbe bleue)
- 2 – R.H. Dijkstra – W. Schuhmacher (Wytze Gerrit Carel Schuhmacher)
- 3 – Clara Hendrika Catharina Clementine Helène Eggink – Schaduw en water: verzen (Ombre et Eau : poésies, début)
- 4/5 – Abel Jacob Herzberg – Vaderland: tooneelstuk in 8 tooneelen (Patrie : pièce en huit actes)
- 6 – Jules de Leeuwe – Radiokunst (Art radiophonique)
- 7 – Karin Leyden – Portugeesch paradijs (Paradis portugais)
- 8/9 – Groningsche dichters (double numéro, consacré aux poètes de Groningue)
- 10 – Joost Abraham Maurits Meerloo – Over wortels en vertakkingen van het angstgevoel (Les Racines et les Ramifications de l'anxiété)
- 11 – Johannes Aloysius Antonius Engelman – Moissy Kogan (Moissey Kogan)
- 12 – P. Verdoes – Luigi Pirandello (Luigi Pirandello)

1935 – 12e année : maison d'édition Rozenbeek et Venemans, Hilversum
- 1 – Bernard Johan Hendrik Stroman / Dick Elffers – Hannibal Boontjes (Hannibal Boontjes)
- 2 – Henricus Wybrandus Jacobus Maria Keuls – De dansende lamp (La Lampe dansante, poèmes)
- 3 – H. Eldermans – Oogst (La Récolte)
- 4 – Johanna Zwartendijk – Het zien van mensch en masker (La Vue de l'homme et du masque)
- 5 – Johannes Franciscus Otten / Charles Baudelaire – Het moedercomplex van Baudelaire (Le Complexe d'Œdipe de Baudelaire)
- 6 – Willem Adriaan Wagener – Voorloopige balans (Bilan provisoire)
- 7 – Constant van Wessem – Twee verhalen (Deux histoires)
- 8 – Gerardus Johannes Geers – Lope de Vega: zijn geest en zijn werk (Lope de Vega : son esprit et son œuvre)
- 9 – Ferdinand Bordewijk – 't Ongure Huissens (Le Quartier sinistre)
- 10 – Simon Vestdijk – De bruine vriend (L'Ami brun)
- 11 – Maud van Loon – Een lichaam vacant (Un corps vacant)
- 12 – N.E.M. Pareau (pseudonyme de Herman Jan Scheltema) / J.C. Noordstar (pseudonyme d'Arnold Jan Pieter Tammes) – Argos en Arcadia (Argos et Arcadie)

1936 – 13e année : maison d'édition Rozenbeek et Venemans, Hilversum
- 1 – Albert Helman (pseudonyme de Lodewijk Alphonsus Maria Lichtveld) – De kostbare dood (La Mort précieuse)
- 2 – Johannes Franciscus Otten / Maud van Loon – Het goud van de Lutine: film-scenario (L'Or de la Lutine : scénario)
- 3/4 – Marijke van Tooren – Het portret van Dorian Gray (d'après le Portrait de Dorian Gray d'Oscar Wilde)
- 5 – Max B. Teipe / Johan van der Woude – Dr. Menno ter Braak (Le Dr Menno ter Braak)
- 6 – Eduard Jozef Antonie Marie Hoornik – Het keerpunt (Le Tournant, début)
- 7 – Ferdinand Bordewijk – IJzeren agaven (Agaves de fer)
- 8 – Abraham Jan Daniel van Oosten – Film en gemeenschap (Le Cinéma et la Communauté)
- 9 – Abraham Marie Wilhelmus Jacobus Hammacher – Jeroen Bosch (Jérôme Bosch)
- 10 – Charles Edgar du Perron – Grafitti (Graffitis)
- 11 – Victor Varangot – Wissels (Changements)
- 12 – Joost Abraham Maurits Meerloo – Zelfmoord en de mensch (Le Suicide et l'Homme)

1937 – 14e année : maison d'édition Leopold, La Haye
- 1 – Hendrik de Vries – Geïmproviseerd bouquet (Bouquet improvisé, poèmes et dessins)
- 2 – Albert van Waasdijk – Romantabletten (Tablettes romantiques)
- 3 – Maurice Gilliams – Twee oefeningen (Deux exercices)
- 4 – Menno ter Braak – Douwes Dekker en Multatuli (Douwes Dekker et Multatuli)
- 5 – Gerard den Brabander – Gebroken lier (La Lyre brisée)
- 6 – José Ortega y Gasset / Dr Johannes Brouwer (trad.) – Het gezichtspunt in de kunsten (Le Point de vue dans les arts, trad. de El punto de vista en las artes)
- 7 – Anton van Duinkerken / Menno ter Braak – Het Christendom (La Chrétienté)
- 8 – Pieter Hugo Gerardus Verhoog – Wolken en water (Nuages et Eau, poésies)
- 9 – Jan Kempe (pseudonyme de Johan van der Woude) – Een Hollandsch binnenhuisje (Un intérieur hollandais)
- 10 – S.P. Abas – Schilders van een andere werkelijkheid: Raoul Hynckes, Pijke Koch, Carel Willink (Peintres d'une autre réalité : Raoul Hynckes, Pyke Koch et Carel Willink)
- 11 – Bernard Johan Hendrik Stroman / Dick Elffers (illustr.) – Het Centraalstation (La Gare centrale)
- 12 – Albert Helman (pseudonyme de Lodewijk Alphonsus Maria Lichtveld) (trad.) – Mexico zingt: een bloemlezing uit de Mexicaanse poëzie sinds de 17de eeuw (Chant du Mexique : une anthologie de la poésie mexicaine depuis le XVIIe siècle)

1938 – 15e année : maison d'édition Leopold, La Haye
- 1 – Eduard Jozef Antonie Marie Hoornik – Mattheus (Matthieu)
- 2 – Menno ter Braak – De Augustijner monnik en zijn trouwe duivel (Le Moine augustin et Son diable fidèle)
- 3 – Hendrik de Vries / Johan Dijkstra (illustr.) – De Ploeg, 20 jaar (La Charrue, vingt ans)
- 4 – Johan Louis Victor Antoon Huijts – Het geval Meyerhold (Le Cas Meyerhold)
- 5 – Antonius Franciscus Suidgeest – De gouden stad (La Ville d'or)
- 6 – Simon Vestdijk – Rilke als barokkunstenaar (Rilke comme artiste baroque)
- 7 – Eric van der Steen – Kortom: gedichten (En bref : poèmes)
- 8 – Daniël Adriaan de Graaf – De hedendaagsche jeugd: achtergrond en perspectieven (La Jeunesse actuelle : contexte et perspectives)
- 9 – Johannes Franciscus Otten / Giacomo Girolamo Casanova di Seingalt – Casanova breekt uit (Casanova s'évade des Plombs de Venise)
- 10 – Constant van Wessem (biographie) / Jan Jacob Slauerhoff (poésies de jeunesse) – Slauerhoff-herinneringen (Souvenirs sur Slauerhoff)
- 11 – Johan van der Woude – Howison's metamorphose (La Métamorphose de Howison)
- 12 – Jeanne Gabrielle van Schaik-Willing – De zondaar en het meisje (Le Pécheur et la Fille)

1939 – 16e année : maison d'édition Leopold, La Haye
- 1 – Jacques Fabrice Herman Perk / Joanna Caroline Blancke / Garmt Stuiveling (intr. et éd.) – Een dichter verliefd: brieven van Jacques Perk aan Joanna C. Blancke (Un poète amoureux : lettres de Jacques Perk à Joanna C. Blancke)
- 2 – Rudolf Asueer Jacob van Lier – Praehistorie: verzamelde gedichten (Préhistoire : œuvres poétiques)
- 3 – Adriaan van der Veen – Tussen kantoor en archief: de bevrijding (Entre bureau et archives : la libération)
- 4 – Henri Bruning – Lazarus en de rijke: Bijbelsche comedie in zes tooneelen (Lazare et le riche : comédie biblique en six actes)
- 5 – Menno ter Braak – De nieuwe elite (La Nouvelle Élite)
- 6 – Simon Vestdijk / Jack Prince (illustr.) – De verdwenen horlogemaker (L'Horloger disparu)
- 7 – A. Marja (pseudonyme d'Arend Theodoor Mooij) – Omneveld havenlicht (Lumière portuaire nébuleuse, poèmes)
- 8 – Henri Albert (Hans) Gomperts – Dingtaal: gedichten (Langage des choses : poèmes)
- 9 – Willem Josiah de Gruyter – Beeldhouwkunst: kantteekeningen naar aanleiding van de tentoonstelling “Rondom Rodin” in het Stedelijk Museum te Amsterdam (Sculpture : commentaires sur l'exposition « Autour de Rodin » au Musée municipal d'Amsterdam)
- 10 – Peter van Steen (pseudonyme de Peter Mourits) – De droom (Le Rêve)
- 11 – Emily Dickinson / Simon Vestdijk (trad.)  – Gedichten (Poèmes)
- 12 – Cornelis Veth – Over Léon Holman, Uriël Birnbaum, Theo Ortmann (Sur Léon Holman, Uriël Birnbaum et Theo Ortmann)

1940 – 17e année : maison d'édition Leopold, La Haye, la publication cesse après six numéros
- 1 – Louis Theodorus Lehmann – Subjectieve reportage: gedichten (Reportage subjectif : poèmes, début)
- 2 – Henri Albert Gomperts – Catastrofe der scholastiek: Anton van Duinkerken contra Menno ter Braak (Catastrophe de la scolastique : Anton van Duinkerken versus Menno ter Braak)
- 3 – Jacobus Hubertus Schreurs – Het lied van den sluier (La Chanson du voile)
- 4 – Charles Edgar du Perron (éd. et comm.) – Een lettré uit de 18e eeuw: Willem van Hogendorp (Un lettré du XVIIIe siècle : Willem van Hogendorp)
- 5 – Goverdus Henricus 's-Gravesande – M.C. Escher en zijn experimenten: een uitzonderlijk graphicus (Maurits Cornelis Escher et ses expériences : un graveur exceptionnel)
- 6 – S.P. Abas – Het volk in onze hedendaagsche schilderkunst (Le Peuple dans notre peinture contemporaine)

1946-1947 – 18e année : maison d'édition A.A.M. Stols, La Haye
- 1 – Garmt Stuiveling – Het nieuwe geuzenlied: een symposion (La Nouvelle Chanson de gueux : un symposion)
- 2 – Nes Tergast / Hendrik Chabot (illustr.) – Hendrik Chabot: met 12 reproducties (Hendrik Chabot : comprenant douze reproductions)
- 3 – Johannes Christiaan Brandt Corstius / Albert Verwey – Duel om het dichterschap: Herman Gorter en de school van Albert Verwey (Duel poétique : Herman Gorter et l'école d'Albert Verwey)
- 4 – Guillaume van der Graft (pseudonyme de Willem Barnard) – Achterstand: gedichten (Retard : poèmes)
- 5 – Sal[omon] Tas – Leiderschap en intellect of De macht der intellectuelen (Leadership et Intellect, ou le Pouvoir des intellectuels)
- 6/7 – Loden Vogel (pseudonyme de Louis M. Tas) – Dagboek uit een kamp (Journal d'un camp)
- 8 – Michaël Deak (pseudonyme de Simon Kapteijn) – Rederijk (Sensé, poèmes)
- 9 – Jean-Paul Sartre / Tiemen Johan Cornelis Gerritsen (trad.) – 't Existentialisme is een humanisme: de bestaansleer (L'existentialisme est un humanisme)
- 10 – Max Dendermonde (pseudonyme de Henk Hazelhoff) – Het kind en de dood: een novelle (L'Enfant et la Mort : une nouvelle)
- 11 – Rob Nieuwenhuys – Oom Tjen (L'Oncle Tjen)
- 12  – W. Jos. de Gruyter – Lajos d'Ebneth: studie van een ontwikkelingsgang (Lajos d'Ebneth : étude d'un processus de développement)

1948-1949 – 19e année : maison d'édition G.A. van Oorschot, Amsterdam
- 1 – Louis Theodorus Lehmann – Gedichten (Poèmes)
- 2 – Pieter Hendrik van Moerkerken – Adriaan Koerbagh: strijder voor het vrije denken (Adriaan Koerbagh : militant de la libre pensée)
- 3 – P.C.J. Reyne / Herman Kruyder (illustr.) – Herman Kruyder (Herman Kruyder)
- 4 – Joannes Marius Willem (Pim) Scheltema – Chansons, gedichten en studentenliederen (Chansons, poèmes et chants d'étudiants)
- 5/6 – Multatuli – Twee brieven uit Menado (Deux lettres de Manado)
- 7 – Marijn van Dantzig – De lichtklinkers
- 8 – Max Dendermonde (pseudonyme de Henk Hazelhoff) – Eiland van Circe (L'Île de Circé)
- 9 – Sal[omon] Tas – Europa, laatste phase (Europe, dernière phase)
- 10 – V.W.D. Schenk – Jeanne d'Arc (Jeanne d'Arc)
- 11 – Garmt Stuiveling – Onvoltooid verslag (Rapport incomplet)
- 12 – Anthony Bosman / Frans Boers (illustr.) / Willy Boers (illustr.) – Frans Boers, Willy Boers

1949-1950– 20e année : maison d'édition G.A. van Oorschot, la publication cesse après six numéros
- 1 – Albert Helman (pseudonyme de Lodewijk Alphonsus Maria Lichtveld) – De eeuwige koppelaarster (L'Éternelle entremetteuse)
- 2 – Menno ter Braak / Charles Edgar du Perron – Briefwisseling (Correspondance)
- 3 – Gerard Kornelis van het Reve – Werther Nieland (Werther Nieland)
- 4 – Petrus Johannes Kemp – Forensen voor Cythère en andere gedichten (Navetteurs pour Cythère et autres poèmes)
- 5 – Johan August Frederik (Hans) Lodeizen – Het innerlijk behang (Le Tapisserie intérieure, début)
- 6 – Josine W.L. Meyer – Multatuli en Tine (Multatuli et Tine)

### Sources
- (nl) Cet article est partiellement ou en totalité issu de l’article de Wikipédia en néerlandais intitulé « De Vrije Bladen » (voir la liste des auteurs).
- (fr) Google Livres, réf. du 28 février 2014. [www.books.google.fr].
- (nl) TER LAAN, Kornelis. « De Vrije Bladen », Letterkundig woordenboek voor Noord en Zuid, 2e impr., La Haye / Jakarta, G.B. van Goor Zonen's Uitgeversmaatschappij, 1952, p. 591.
- (nl) tijdschrift Vrije Bladen, De, [s. d.], réf. du 27 février 2014. [www.dbnl.org].